# Kufonisi
Kufonisi (en griego: Κουφονήσι), también llamada Lefki, es una pequeña isla del mar de Libia, al sur de Creta. Está a tres millas náuticas de la costa de Creta y es parte de la Prefectura de Lasithi. La isla mide 6 kilómetros de largo por 5 de ancho. Forma un grupo de islas con Makroulo, Mármaro, Strongyli y Tráchilos.
Hay unas ruinas minoicas y de la era post-bizantina, en la que las cuevas eran utilizadas como capillas durante la persecución de cristianos por los otomanos. Dada su cantidad de ruinas, la isla es considerada "un pequeño Delos".
En el verano, la isla es visitada por turistas en barcos que salen del puerto de Makrigialos, a 18 kilómetros.

## Historia

### Kufonisi en la Antigüedad
La isla estuvo habitada durante el periodo minoico temprano (3000-2200 a. C.) Plinio el Viejo la menciona bajo el nombre de Leuce. Del periodo romano se conservan numerosos restos que incluyen un teatro con capacidad para 1000 espectadores, baños públicos, un templo, una villa con ocho habitaciones y numerosas casas, probablemente de los pescadores de la isla. Kufonisi era un sitio importante para la producción de esponjas y de púrpura.

### Kufonisi en la guerra de la Independencia griega
En abril de 1825, 28 insurgentes del este de Creta, bajo el mando de Emmanoulis Kozani y Emmanoulis Alexi, tomaron un pequeño barco para llegar a Kufonisi, donde estaban acampados Mehmet Pilavas y treinta de sus hombres. Los insurgentes mataron a Mehmet Pilavas y a 27 de sus hombres. Los tres supervivientes se escondieron tras unas rocas.

### Kufonisi en laSegunda Guerra Mundial
En Kufonisi pueden verse restos de un faro bombardeado por los alemanes.

## Relieve
La costa este de Kufonisi está totalmente ocupada por diez bahías de sur a norte, y el resto de la isla es una meseta levemente inclinada hacia el oeste. En la costa sur hay una extensa playa de arena blanca que puede verse desde lejos y es el sitio más indicado para desembarcar. El punto más alto de la isla se sitúa a 51 m s. n. m.